# Хулиганы и ботаны
«Хулиганы и ботаны», или «Чудики и чокнутые» (англ. Freaks and Geeks) — американский комедийно-драматический телесериал, созданный Полом Фигом. Было отснято 18 серий, но канал NBC закрыл сериал после показа 12-ти серий. Ещё три эпизода были показаны в июле 2000 года. Оставшиеся три серии показал кабельный канал Fox Family Channel в сентябре 2000 года. Полный сезон, состоящий из 18 эпизодов, позже был издан на DVD.
В 2007 году сериал вошёл в список «100 лучших телесериалов всех времён» по версии журнала Time, а в 2008 занял 13 место в списке «100 лучших телесериалов за последние 25 лет» по версии журнала Entertainment Weekly.

## Сюжет
Действие сериала происходит в 1980 году и разворачивается вокруг Линдси Уир и её младшего брата Сэма, учащихся старшей школы в вымышленном городке неподалёку от Детройта. Линдси, прилежная ученица и участница математических олимпиад, проводит время в компании «фриков», из-за влюблённости в обаятельного, но эгоистичного Дэниеля Дезарио, неформального лидера компании. Под влиянием компании Линдси переживает внутренние перемены, экспериментирует с алкоголем и наркотиками, ссорится с подругой, не одобряющей её новые увлечения. Параллельно попыткам Линдси разобраться в себе и решить проблемы в отношениях с родителями и братом, сюжетные линии сериала демонстрируют непростые попытки Сэма и его компании «гиков» изменить своё место в школьной иерархии.

## Актёрский состав

### Основной состав
- Линда Карделлини — Линдси Уир
- Джон Фрэнсис Дейли — Сэм Уир
- Джеймс Франко — Дэниел Десарио
- Сэмм Левин — Нил Швайбер
- Сет Роген — Кен Миллер
- Джейсон Сигел — Ник Андополис
- Мартин Старр — Билл Хейверчак
- Бекки Энн Бейкер — Джин Уир
- Джо Флаэрти — Гарольд Уир
- Бизи Филиппс — Ким Келли

### Второстепенный состав
- Сара Хэйгэн — Милли Кентнер
- Джерри Мессинг — Гордон Крисп
- Стивен Лиа Шеппард — Харрис Трински
- Наташа Мельник — Синди Сандерс
- Бен Фостер — Илай
- Чонси Леопарди — Алан Уайт
- Шон Уайсс — Шон
- Джоанна Гарсиа — Викки Эпплби
- Кайла Юэлл — Морин Сэмпсон
- Лиззи Каплан — Сара
- Райли Смит — Тодд Шеллингер
- Дейв Аллен — Джефф Россо
- Стив Баннос — мистер Ковчевски